# Cannibal Corpse
Cannibal Corpse é uma banda de death metal estadunidense criada em 1988 em Buffalo, Nova Iorque. Com três décadas desde sua fundação, o grupo possui temas macabros e sanguinolentos em suas letras, que falam constantemente sobre assassinatos, mortes e necrofilia. Em 2015, chegaram à marca de 2 milhões de álbuns vendidos, tornando-se a banda de death metal comercialmente mais bem sucedida do mundo.
Os membros do Cannibal Corpse originalmente buscavam inspiração em bandas de thrash metal como Slayer e Kreator, bem como em outros grupos de death metal como Morbid Angel, Autopsy e Death. As capas de álbuns (geralmente desenhadas por Vincent Locke) e as letras das músicas do grupo foram fortemente influenciadas por literatura de horror e filmes de terror, sendo consideradas bastante controversas. Várias vezes o Cannibal Corpse foi impedido de apresentar-se em determinados países, ou teve a venda e exibição de suas capas de discos banidas.

## História
A banda Cannibal Corpse surgiu em 1988, em Buffalo (no estado de Nova Iorque) mas rapidamente mudaram para a Tampa no estado da Flórida para construir o seu futuro. A banda surgiu com o fim de duas bandas chamadas Tirant Sin e Beyond Death. A primeira formação tinha o vocalista e principal letrista Chris Barnes, o baixista Alex Webster, o baterista Paul Mazurkiewicz, e os guitarristas Bob Rusay e Jack Owen.
Logo no início da carreira, em 1989, a demo Cannibal Corpse rendeu ao grupo um contrato com a gravadora Metal Blade. O primeiro álbum, Eaten Back to Life, chegou às lojas em 1990. A legião de fãs começou a aparecer depois dos álbuns Butchered at Birth, de 1991,  e do clássico Tomb of the Mutilated, de 1992 produzido por Scott Burns. Após esse lançamento ocorre a primeira baixa na banda com a saída de Bob Rusay, para seu lugar veio, Rob Barrett que já havia tocado em bandas como Dark Deception, Solstice e Malevolent Creation.

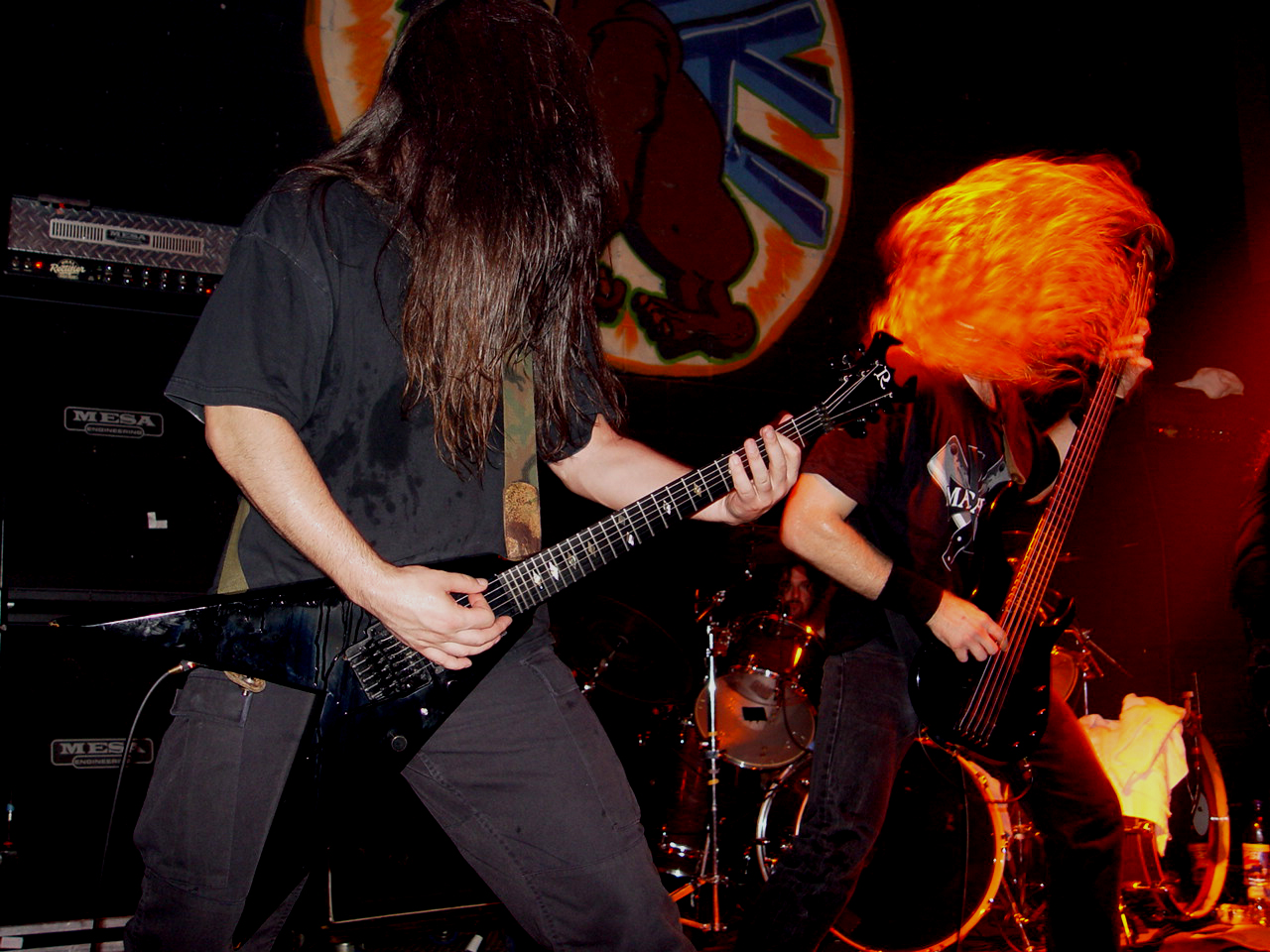
Cannibal Corpse durante show em 2004

O grupo ficou ainda mais conhecido depois de aparecerem no filme Ace Ventura: Pet Detective. Numa cena, tocam a música "Hammer Smashed Face", do Tomb of the Mutilated. Depois dessa ponta em Hollywood, o Cannibal Corpse surge como a primeira banda de death metal no Top 200 da Billboard. O grupo foi convidado para gravar a cena. Isso ocorreu de forma inusitada e inesperada, pois Jim tinha em mente chamar o Pantera para participar do filme, mas como a banda estava no auge da carreira na época, o cachê cobrado seria muito caro, então optaram pelo Cannibal Corpse, que fez sua participação por 500 dólares. Outra curiosidade é que os integrantes da banda Malevolent Creation estão na platéia como figurantes.
No ano de 1993 gravaram um EP chamado Hammer Smashed Face, que trazia em cover do Black Sabbath, da música "Zero The Hero", e também trazia uma cover do Possessed, "The Exorcist".
Em 1994, a banda gravou o álbum The Bleeding, e desse mesmo álbum gravaram o seu primeiro videoclipe do clássico "Staring Through The Eyes Of The Dead". O álbum conta com a faixa explícita "Stripped, Raped and Strangled", uma das mais polêmicas faixas e um dos maiores sucessos da banda, que nos dias atuais configura como a segunda mais tocada de toda a discografia. em 1995 gravam a demo-tape Created To Kill, o último registro com o vocalista Chris Barnes, que saiu para montar outra banda, o Six Feet Under. Estavam a gravar o próximo álbum, Vile, que deveria ser chamado Created To Kill.
Em 1996 foi gravado o álbum Vile, que marca a entrada do vocalista George Fisher na banda, também conhecido por Corpsegrinder, vindo da banda Monstrosity. A banda não hesitou em chamar Corpsegrinder. Desse álbum surge o segundo videoclipe da banda, "Devoured By Vermin", que demonstra toda a brutalidade da nova formação. A partir daí os Cannibal Corpse passaram a tocar mais rápido ainda. Nessa turnê a banda tocou pela primeira vez na Austrália.

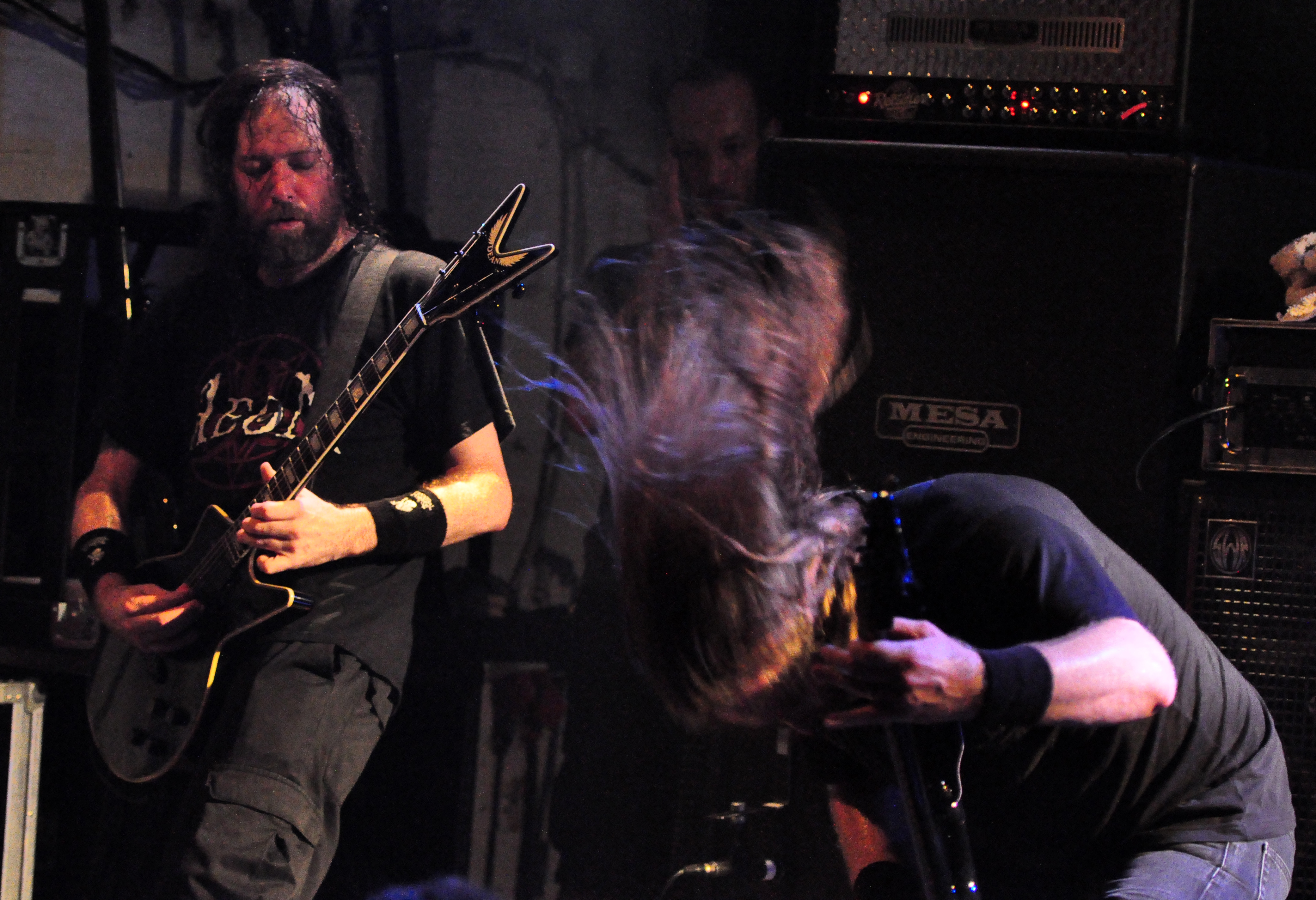
Rob Barrett e Alex Webster

Em 1997 lançaram o vídeo VHS Monolith Of Death, que mostra shows no Canadá, Polônia e Estados Unidos. Alguns desses shows ainda são com o guitarrista Rob Barrett, mas outros já são com seu substituto, Pat O'Brien. A qualidade de imagens não é boa, mas os fãs receberam de forma positiva o lançamento mesmo assim.
Em 1998 lançaram o álbum Gallery of Suicide, que marca a entrada de Pat O'Brien, ex-guitarrista do Nevermore, no lugar de Rob Barrett e gravam um vídeo da faixa "Sentenced To Burn".
Em 1999 gravaram Bloodthirst e em 2000 lançaram o CD e DVD Live Cannibalism.
Em 2002 lançam Gore Obsessed, álbum que mostra a evolução constante da banda após a entrada do novo vocalista. E o EP Worm Infested de seis músicas.

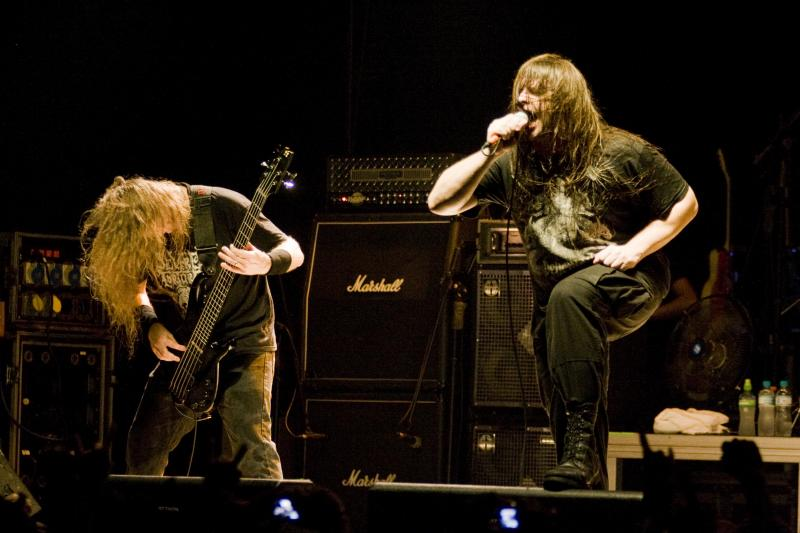
Alex Webster e George Fisher

Em 2003 saiu o boxset 15 Year Killing Spree, com quatro discos repletos de raridades.
Em 2004 lançaram The Wretched Spawn, que chamou atenção da crítica especializada pela velocidade e técnica mais apurada ainda que o habitual. Foram gravados dois vídeos das malhas "Decency Defied" e "Festering In The Crypt".
Ainda em 2004 o guitarrista Jack Owen abandonou a banda, sendo substituído temporariamente pelo guitarrista do Origin, Jeremy Turner . E então, em 2005, o guitarrista Rob Barrett regressou para gravar o aclamado álbum Kill. Deste álbum, foram gravados dois vídeos das músicas "Make Them Suffer" e "Death Walking Terror".
Em 2009, a banda lançou o álbum Evisceration Plague pela Metal Blade Records. Ainda em 2009 foi gravado o vídeo da música "Evisceration Plague" e em 2010 da "Priests of Sodom". Neste álbum está presente a faixa que talvez seja a mais rápida e feroz da banda, "Scalding Hail".
O sucessor de Evisceration Plague, Torture, foi lançado em Março de 2012. A produção esteve sob a responsabilidade de Erik Rutan, o mesmo dos álbuns Kill (2006) e Evisceration Plague (2009).
Torture seguiu a brutalidade apresentada nos seus antecessores. A música "Scourge of Iron" se tornou bem notável como uma das mais reconhecidas e ouvidas do grupo, sendo ainda performada em concertos atuais (nos quais frequentemente é a música de abertura), mesmo não fazendo parte do catálogo mais primordial da banda. Neste álbum está presente o vídeo de "Encased In Concrete".
Red Before Black foi o décimo quarto álbum de estúdio da banda, lançado em 3 de novembro 2017.
Em dezembro de 2018 o guitarrista Pat O'Brien figurou nos jornais quando invadiu uma casa em Tampa, na Flórida. Foi preso pela polícia após ameaçar um agente com uma faca. Um incêndio não esclarecido em sua casa também ocorreu na mesma noite.
O álbum Violence Unimagined foi lançado em 2021, com Erik Rutan (Hate Eternal, ex-Morbid Angel, ex-Ripping Corpse) no lugar de Pat, tendo sido eleito pela Loudwire como o 19º melhor álbum de rock/metal de 2021.
O mais recente trabalho principal da Cannibal Corpse é Chaos Horrific, seu décimo sexto álbum de estúdio, lançado em 22 de setembro de 2023. O álbum possui três singles, a seguir: Blood Blind, Summoned For Sacrifice e a faixa homônima Chaos Horrific, todos também lançados em 2023.

## Integrantes
| - Paul Mazurkiewicz – bateria (1988-atualmente) - Alex Webster – baixo (1988-atualmente) - Rob Barrett – guitarra (1993-1997, 2005-atualmente) - George Fisher – vocal (1995-atualmente) - Erik Rutan – guitarra (2020-atualmente) | - Chris Barnes – vocal (1988–1995) - Bob Rusay – guitarra (1988–1993) - Jack Owen – guitarra (1988–2004) - Pat O'Brien - guitarra (1997-2019) Músicos convidados - Jeremy Turner – guitarra (2004–2005) |

## Discografia
- Eaten Back to Life - (1990)
- Butchered at Birth - (1991)
- Tomb of the Mutilated - (1992)
- The Bleeding - (1994)
- Vile - (1996)
- Gallery of Suicide - (1998)
- Bloodthirst - (1999)

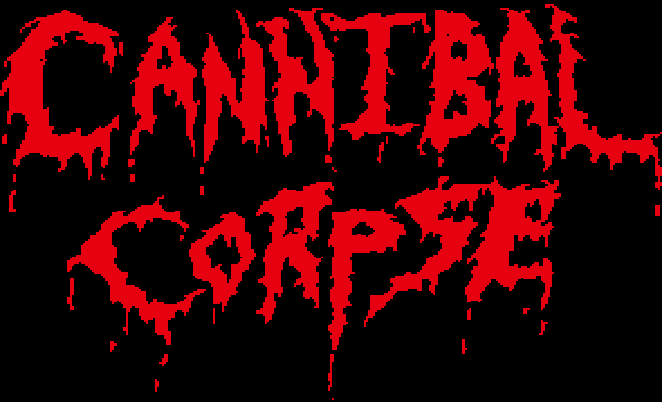
Logotipo original do Cannibal Corpse, desenhado por Chris Barnes e utilizado nas capas dos quatro primeiros álbuns.

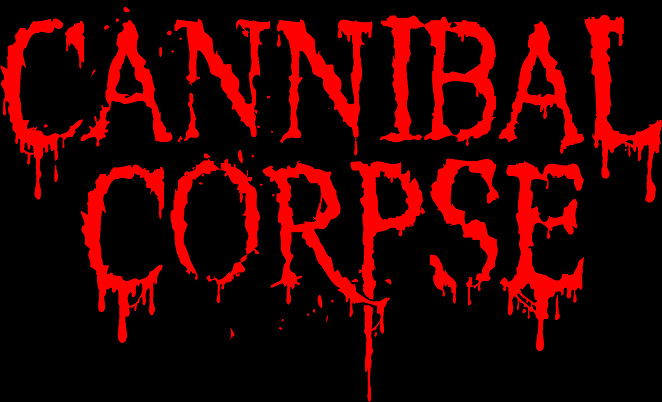
Logotipo usado a partir do quinto disco.

- Live Cannibalism - (ao vivo, 2000)
- Gore Obsessed - (2002)
- The Wretched Spawn - (2004)
- Kill - (2006)
- Evisceration Plague - (2009)
- Torture - (2012)
- A Skeletal Domain - (2014)
- Red Before Black - (2017)
- Violence Unimagined - (2021)
- Chaos Horrific - (2023)

## Videografia
- Monolith of Death - (VHS, 1997)
- Live Cannibalism - (VHS/DVD, 2000)
- Centuries of Torment: The First 20 Years - (DVD, 2008)